# Ammar al-Mawsili
Abu-l-Qàssim Ammar ibn Alí al-Mawsilí (àrab: أبو القاسم عمار بن علي أبو القاسم الموصلي, Abū l-Qāsim ʿAmmār b. ʿAlī al-Mawṣilī) o, senzillament, Ammar al-Mawsilí (segle x-segle xi) fou un cèlebre oculista àrab.
Era nadiu d'Iraq i va viure després a Egipte; va viatjar per diversos països musulmans. Fou contemporani de l'oculista Alí ibn Issa al-Kahhal autor de la Tadkhira (el Mentor) obra clàssica sobre malalties als ulls que va eclipsar el treball d'Ammar, el llibre anomenat el Kitab al-muntakhab fi iladj al-ayn (Llibre dels trossos escollits relatius als tractaments als ulls).